# کته هامبورگر
کِته هامبورگر (به آلمانی: Käte Hamburger) (زادهٔ ۲۱ سپتامبر ۱۸۹۶ - درگذشتهٔ ۸ آوریل ۱۹۹۲) محقق ادبی، آلمان‌شناس، فیلسوف، نویسنده، و استاد دانشگاه اهل آلمان بود.
کِته هامبورگر نشان افتخار شایستگی جمهوری فدرال آلمان را دریافت کرد.
او در سال ۱۹۲۲ در مونیخ دکتری گرفت. در سال ۱۹۳۴ به سوئد مهاجرت کرد و تا ۱۹۵۶ در آن کشور زیست. او در سوئد به تدریس زبان و همچنین به روزنامه‌نگاری و نویسندگی اشتغال داشت.
پس از بازگشت به آلمان، حرفهٔ دانشگاهی‌اش را با مطالعه دربارهٔ توماس مان و راینر ماریا ریلکه و چند کار پژوهشیِ دیگر ادامه داد.
هامبورگر استاد بازنشستهٔ دانشگاه اشتوتگارت در رشتهٔ نظریهٔ ادبی بود.
از آثار اوست کتابِ منطق ادبیات (یا منطق شعر)‏ (۱۹۵۷)